# 莫科姆鎮區 (明尼蘇達州聖路易斯縣)
莫科姆鎮區（英語：Morcom Township）是位於美國明尼蘇達州聖路易斯縣的一個行政鎮區。

## 地方資料
莫科姆鎮區的面積為92.93平方千米，皆為陸地。根據2020年美國人口普查的數據，當地共有人口75人，而人口密度為每平方千米0.81人。